# ナイジェリアコビトカバ
ナイジェリアコビトカバ（学名：Choeropsis liberiensis heslopi）は、鯨偶蹄目カバ科に属するコビトカバの亜種の一つで、ナイジェリア南部の湿地に生息していたとされる。

## 概要
ナイジェリアコビトカバの体重は180から270キログラムとされているから、一般的なコビトカバ（頭胴長約1.7から1.8メートル、体重約160から275キログラム）の大きさと大差はない。
ナイジェリアコビトカバは肉を食用とするため乱獲された。

## 経緯
先住民は食用にコビトカバ狩りを行ってきたが、1945年に動物コレクターのイアン・ヘスロップがニジェール川の流域で射殺したのをきっかけにナイジェリアコビトカバという亜種が学界に認識されたとされる。その後目撃が途絶え、1989年に大規模な調査が行われたが、1頭も発見出来なかった。ナイジェリアの南部は油田として開発・探査が行われたり、ビアフラ戦争の戦場になった地域であり、絶滅したのではないかとも見られている。この亜種がまだニジェール・デルタにいるという報告もあるが、既に絶滅しているか、生き残っていてもその個体群が今後生き残れる可能性はほとんどないとされる